# Прешовская епархия
Прешовская епархия (словац. Prešovská eparchia, русин. Пряшівска єпархія) — епархия Православной церкви Чешских земель и Словакии в восточной части Словакии с кафедрой в Прешове.

## История
Исторически территория канонически подчинялась Мукачевской православной епархии Киевской митрополии. После заключения Ужгородской унии в 1646 году епархия перешла в грекокатоличество. С 1816 года в Прешове существовала отдельная грекокатолическая епархия.
С начала XX века входила в состав Сербской православной церкви.
В 1929 году после воссоединения с православием части грекокатоликов на Закарпатье была восстановлена Мукачевско-Пряшевская епархия, входившая в юрисдикцию Сербской православной церкви. Она включала в себя приходы Подкарпатской Руси и Восточной Словакии.
В 1945 году в связи с вхождением Закарпатской Руси в состав СССР Мукачевско-Ужгородская епархия по договорённости с Сербским патриархатом оказалась в составе Украинского экзархата Русской православной церкви.
25-26 апреля 1947 года на съезде православного духовенства в Прешове состоялось официальное учреждение Прешовской епархии. Участники избрали первым архиереем экзарха Елевферия (Воронцова), и он временно занимал эту должность до того, как на эту кафедру 12 февраля 1950 года был рукоположен Алексий (Дехтерёв).
28 апреля 1950 года состоялся Прешовский собор, на котором присутствовали 820 делегатов. Под давлением коммунистической власти грекокатолическая церковь в Чехословакии перешла в православие. Монастыри были ликвидированы, оба епископа арестованы, а имущество религиозных общин было передано Русской православной церкви.
28 июля 1950 года епархиальное собрание в Прешове приняло решение о разделении епархии на Прешовскую (для русинов и украинцев) и Михаловскую (для словаков и венгерских приходов).
23 ноября 1951 года была создана автокефальная Православная церковь ЧССР, которую возглавил митрополит Елевферий (Воронцов), епископ Московского патриархата, а затем — митрополит Дорофей (Филип) (1964—1999), уроженец Закарпатья.
13 июня 1968 года во время Пражской весны правительство разрешило восстановить Греко-католическую церковь в ЧССР. Тогда в течение года из 246 православных приходов на Пряшевщине в неё перешли 204 прихода и 69 священников.
После «бархатной революции» 1989 года в Восточной Словакии начался массовый переход верующих из православной в грекокатолическую церковь. 29 мая 1990 года Президиум Национального совета Словакии издал закон «Об урегулировании имущественных взаимоотношений между Греко-Католической и Православной Церквами» (закон № 211/1990), в соответствии с которым Словацкой грекокатолической церкви возвращалось всё недвижимое имущество, принадлежавшее ей до 28 апреля 1950 года. В результате уже в 1990 году Михаловская православная епархия утратила большинство храмов, приходских домов, а также здание епархиального управления. Кроме того, 18 февраля 1993 года премьер-министр Словакии Владимир Мечьяр, архиепископ Прешовский и Словацкий Николай (Коцвар) и епископ Михаловский Иоанн (Голонич) подписали соглашение, по которому Епархиальный совет Православной церкви в Михаловце обязывался до 20 марта 1993 года передать официальным представителям государства храмы в 12 населённых пунктах, а до 31 мая 1993 года — ещё несколько приходских домов. Со своей стороны государство обязалось предоставить Православной церкви финансовую помощь для строительства или обустройства новых храмов

## Епископы
Правящие епископы
- Елевферий (Воронцов) (26 апреля 1947 — 12 февраля 1950)
- Алексий (Дехтерёв) (12 февраля 1950 — 19 августа 1955)
- Дорофей (Филип) (19 августа 1955 — 25 октября 1964)
- Николай (Коцвар) (28 февраля 1965 — 30 января 2006)
- Иоанн (Голонич) (7 апреля 2006 — 2 августа 2012)
- Тихон (Холлоши) (август — 18 ноября 2012) в/у, еп. Комарненский
- Ростислав (Гонт) (с 18 ноября 2012)

## Устройство
В начале 2000-х годов на территории Прешовской епархии находилось 100 храмов и 3 часовни, объединенных в 79 приходов. Приходы разделены на 8 архидеканатов (благочиний). 28 общин, которые не имеют храмов, совершают богослужения на переносных престолах. 2 общины используют храмы совместно с римо-католиками. 1 община совершает богослужения в храме Евангелической церкви. Существовал 1 мужской монастырь (в честь Положения ризы Пресвятой Богородицы).
Значительное количество общин не имеют помещения для совершения богослужений. Они присоединены к территориально близким к ним приходам, которые имеют храмы или переносные престолы.

## Сайты
- Бурега, В. В.епархии Православной Церкви чешских земель и Словакии.
- Схема епархий на официальном сайте Православной церкви Чешских земель и Словакии (чешск.)
- https://web.archive.org/web/20140105130835/http://pcopresov.sk/